# ワリード・アッバース
ワリード・アッバース（アラビア語: وليد عباس、Walid AbbasまたはWaleed Abbas、1985年6月11日 -）は、アラブ首長国連邦・ドバイ出身 のプロサッカー選手。アラビアン・ガルフ・リーグのアル・アハリ所属のDF。サッカーアラブ首長国連邦代表。
日本語では「ワリド・アッバス」「ワリード・アッバス」と表記されることがある。

## 経歴

### クラブ
アル・シャバーブ・アル・アラビー所属時にはGCCチャンピオンズリーグ2011で優勝、またAFCチャンピオンズリーグに3度出場した。2013年8月に、アル・アハリへ移籍。

### 代表
2008年代表デビュー。キリンチャレンジカップ2012の対日本戦では、キャプテンマークを付けてスタメン出場した。ガルフカップ2013の優勝メンバーの1人である。

## タイトル
代表
ガルフカップ　2013
クラブ
アル・シャバーブ・アル・アラビー
UAEリーグ 2007-2008
GCCチャンピオンズリーグ 2011
アル・アハリ
アラビアン・ガルフ・リーグ 2013-2014